# Kanton Schmalkalden
Der Kanton Schmalkalden war eine Verwaltungseinheit im Distrikt Eschwege des Departements der Werra im napoleonischen Königreich Westphalen. Hauptort des Kantons und Sitz des Friedensgerichts war der Ort Schmalkalden im heutigen thüringischen Landkreis Schmalkalden-Meiningen. Der Kanton war einer von sechs Kantonen in der aufgelösten hessischen Exklave der Herrschaft Schmalkalden und umfasste neben der Stadt Schmalkalden um ihren zugehörigen Höfen 6 Orte aus dem Amt Schmalkalden.
Zum Kanton gehörten die Ortschaften:

- Stadt Schmalkalden mit Hedwigshof, Stillerthormeierei und Röthhof
- Aue, Haindorf
- Mittelschmalkalden
- Breitenbach, Grumbach
- Volkers